# Циклотропија
Циклотропија је облик страбизма у коме, за разлику од правилног положаја очију, постоји торзија једног ока (или оба) око видне осе ока. Због тога су видна поља два ока нагнута једно према другом. Одговарајуће латентно стање – стање у коме се увијање јавља само у одсуству одговарајућих визуелних стимулуса – назива се циклофорија.

## Опште информације
Циклотропија је често повезана са другим поремећајима страбизма, и може довести до двоструког вида или изазвати друге симптоме, посебно она са нагињањем главе. Циклодевијације се чешће јављају у вези са вертикалним страбизмом (нарочито супериорном косом парализом) него у изолованом облику. 
У неким случајевима, субјективна и објективна циклодевијација може настати након операције код болести косих мишића ока; ако видни систем не успе да то надокнади, што може довести до циклотропије и ротационог двоструког вида (циклодиплопије).
Улога циклотропије у оштећењу вида није увек тачно идентификована. У једном броју случајева код двоструког вида, када је као основи поремећај идентификована циклотропија, стање је побољшано хируршком корекцијом циклотропије.  С друге стране, вештачка индукција циклотропије код мачака доводи до смањења видне оштрине, што резултује дефектом сличном страбизму - амблиопији.

## Дијагноза
Циклотропија се може открити коришћењем субјективних тестова као што су: 
- Маддоксов штап тест - који се користи за мерење хоризонталне девијације У тесту се Маддоков штап  поставља испред десног ока (ради се на оба ока) са цилиндром хоризонтално, који чини црвену линију вертикалном. Пацијента се затим пита да ли је бело светло постављено на црвену линију, или је лево или десно од црвене линије.

- Баголинијев тест пругастих сочива[6]

- Алхорнова хаплоскопија[6]

- Ланкастеров црвено-зелени тест (ЛРГТ)  - бинокуларни, дисоцијативни, субјективни тест покривања који мери страбизам у девет дијагностичких позиција погледа.[7] У овом тесту пацијент носи црвено-зелене наочаре, а користе се два извора светлости (црвено и зелено светло), тако да субјект свако светло види другим оком. Један извор светлости држи испитаник, а други испитивач. Испитивач пројектује своје светло на екран са уцртаном решетком, коју испитаник мора да усклади са својом светлошћу. Тестирање се врши у девет смерова гледања. На крају, испитаник и испитивач мењају светла да би прегледали друго око.

Међу овим тестовима, ЛРГТ је најкомплетнији тест.  
Циклотропија се такође може дијагностиковати применом комбинације субјективних и објективних тестова.
Пре операције ока обавезно треба проценити субјективну и објективну торзију.  Поред тога, потребни су и експерименти за процену цикличних одступања чисто фотографским средствима.  

## Терапија
Са благим заокретом, циклотропија може бити без општих симптома и можда јој није потребна корекција, пошто визуелни систем може да надокнади благи заокрет и обезбеди бинокуларни вид.   Компензација може бити моторички одговор (визуелно изазван цикловегенцијом) или се може десити током обраде сигнала у мозгу. Код пацијената са васкуларном циклотропијом, стање се често спонтано побољшава.
Циклотропија се не може кориговати наочарима са призмом или било којим другим променама положаја очију.
За циклодевијације веће од 5 степени обично се препоручује операција.  У зависности од симптома, хируршка корекција циклотропије може укључивати корекцију придружене вертикалне девијације (хипертропија или хипотропија), Харада-Ито процедуру  или на неки други начин за окретање очију према унутра, или другу процедуру за ротацију споља.  На овај начин се може кориговати вертикална девијација (хипертропија или хипотропија); међутим, циклодевијација без икаквог одступања од вертикале може бити тешко хируршки исправити, а корекција циклодевијације може изазвати вертикално одступање.
Хируршка корекција вертикалне девијације обично коригује и циклотропију. На пример, већина пацијената са супериорном косом парализом има хипертропију и ексциклотропију захваћеног ока. Миектомија ипсилатералног доњег косог мишића и/или увлачење паретичног горњег косог мишића коригује и хипертропију и ексциклотропију.
Чиста циклотропија (циклотропија без коегзистирајуће хипердевијације) је ретка и захтева хируршку технику која селективно утиче на циклоротацију очију без изазивања других облика страбизма. На пример, увлачење горње косе тетиве код пацијента са трохлеарном парезом и ексциклотропијом без коегзистирајуће хипертропије коригује ексциклотропију, али истовремено изазива непожељну хипотропију оперисаног ока код пацијента без вертикалне тропије.